# اعتقال إداري
الاعتقال الإداري هو الاعتقال الذي يصدر من جهة ما بحق شخص ما دون توجيه تهمة معينة أو لائحة اتهام بحيث يكون بناء على ملفات سرية إستخبارية أو بسبب عدم وجود أو لنقص الأدلة ضد متهم ما، وقد برز هذا الاعتقال بشكل خاص في الأراضي الفلسطينية حيث مارسته السلطات الإسرائيلية ضد الفلسطينيين الذين لم يثبت ضدهم مخالفات معينة بحيث أنه إذا وجد ضابط المخابرات أنك تشكل خطراً على أمن المنطقة فيستطيع أن يحولك للاعتقال الإداري دون إبداء الأسباب.
الاعتقال الإداري هو اعتقال يتم القيام به استنادا إلى أمر إداري فقط، بدون حسم قضائي، وبدون لائحة اتهام وبدون محاكمة. طبقا للقانون الدولي، فإن مثل هذا الاعتقال يمكن أن يكون قانونيا في ظروف معينة، لكن بسبب المس البالغ بالحقوق في الإجراء القضائي العادل المتأصل في هذه الوسيلة، وعلى ضوء الخطر الواضح من الاستغلال السيئ، فقد وضع القانون الدولي قيودا صارمة بخصوص تطبيقه. طبقا للقانون الدولي، يمكن اعتقال أشخاص في الاعتقال الإداري فقط في الحالات الاستثنائية جدا، كوسيلة أخيرة تهدف إلى منع خطر لا يمكن احباطه بوسائل أقل مسا.

## الاعتقال الإداري الإسرائيلي
بدأ هذا النوع من الاعتقال منذ الاحتلال البريطاني لأرض فلسطين واستمر به الاحتلال الإسرائيلي ضد السكان الفلسطينيين في الضفة الغربية وقطاع غزة.
إن الطريقة التي تستعمل بها إسرائيل الاعتقال الإداري تتناقض بصورة فظة مع هذه القيود. يتم القيام بالاعتقال الإداري في إسرائيل تحت غطاء كبير من السرية بحيث لا يتيح للمعتقلين أن يرتبوا لأنفسهم دفاعا لائقا وقد احتفظت إسرائيل خلال السنوات بآلاف الفلسطينيين المعتقلين إداريا بصورة مستمرة دون تقديمهم للمحاكمة وبدون الإفصاح لهم عن التهم الموجهة لهم ودون السماح لهم أو لمحاميهم من معاينة المواد الخاصة بالأدلة. وهي تهدف إلى ضمان الحق في الحرية والإجراء العادل والحق في الدفاع والحق في البراءة.

The chart shows the number of detainees in Israel under administrative detention

على مدار السنين اعتقلت إسرائيل آلاف الفلسطينيين ضمن الاعتقال الإداري لفترات تراوحت بين بضعة أشهر إلى بضعة سنين. العدد الأكبر من المعتقلين الإداريين تم تسجيله خلال الانتفاضة الأولى. بتاريخ 5 تشرين الثاني من العام 1989 تم التحفظ على 1794 فلسطينيا في الاعتقال الإداري. في مطلع سنوات التسعينيات وفي أواسطها كان عدد المعتقلين يتراوح ما بين 100 إلى 350 معتقلا في كل لحظة معطاة، وفي ختامها وصل العدد مرة واحدة إلى عشرات على أقصى تقدير. بتاريخ 13 كانون الأول 2000، بعد مرور حوالي شهرين ونصف على الانتفاضة الثانية، احتفظت إسرائيل بـ 12 معتقلا إداريا فلسطينيا. وقد وصل عدد المعتقلين الإداريين في شهر آذار 2002 إلى 44 معتقلا إداريا. في نيسان 2002، خلال حملة السور الواقي اعتقلت إسرائيل مئات الفلسطينيين ضمن الاعتقال الإداري. وفي نهاية العام ذاته ارتفع عددهم ليتجاوز الألف ومنذ ذلك الحين يتناقص عدد المعتقلين الإداريين. في الأعوام 2005- 2007 كان عدد المعتقلين الإداريين حوالي 750 معتقلا إداريا بالمعدل في الوقت ذاته. منذ تشرين الثاني 2007 هناك تناقص مستمر، وفي آب 2010 وصل عددهم إلى 189 معتقلا إداريا (للمعطيات المفصلة). عاد ليتزايد منذ 2013 حتى 2016، في أيار 2017 بلغ عدد المعتقلين إداريا ودون تهم 475 معتقلا. يذكر أن المختص في شؤون الأسرى الفلسطينيين عبد الناصر فروانة صرّح بأن عدد الأسرى الفلسطينيين في سجون الاحتلال الإسرائيلي نحو خمسة آلاف أسير، بينهم 240 من الأطفال والنساء، ومن بين الأسرى 450 معتقلا إداريا، و26 أسيرا معتقلا قبل اتفاقية اوسلو، معربا عن امله بخروجهم لعام 2020.
على مدار السنوات اعتقلت إسرائيل بواسطة الاعتقال الإداري عددا من المواطنين الإسرائيليين، ومن بينهم مستوطنون. يدور الحديث عن حالات قليلة وغالبية المعتقلين جرى اعتقالهم لفترات قصيرة.

### قوانين
هناك ثلاثة قوانين مختلفة تتيح لإسرائيل الاحتفاظ بالفلسطينيين في الاعتقال الإداري:
الأمر الخاص بخصوص الاعتقالات الإدارية، وهو جزء من التشريعات العسكرية السارية في الضفة الغربية. يتم احتجاز معظم المعتقلين الإداريين استنادا إلى أوامر اعتقال فردية يتم إصدارها استنادا إلى هذا الأمر. وقد تم إلغاء أمر مشابه بخصوص قطاع غزة مع تطبيق خطة «الانفصال» في شهر أيلول 2005.
قانون الصلاحيات الخاص بالطوارئ (اعتقالات) الساري في إسرائيل، الذي استبدل الاعتقال الإداري الذي كان ساريا في أنظمة الطوارئ من فترة الانتداب البريطاني. يتم التحفظ على مواطنين من سكان المناطق الفلسطينية المحتلة استنادا إلى هذا القانون فقط في حالات نادرة.
قانون سجن المقاتلين غير القانونيين الذي سرى مفعوله في العام 2002. وقد كان القانون يهدف بالأصل إلى التمكن من التحفظ على لبنانيين كانوا مسجونين في ذلك الوقت في إسرائيل كـ«ورقة مساومة» لغرض استعادة أسرى وجثامين. أما اليوم فإن إسرائيل تستعمل القانون من أجل اعتقال فلسطينيين من سكان قطاع غزة بدون تقديمهم للمحاكمة. لتنزيل نص القانون.
يقوم موقف بتسيلم على أن ينبغي على حكومة إسرائيل إطلاق سراح جميع المعتقلين الإداريين أو محاكمتهم من خلال محاكمة عادلة بسبب المخالفات المنسوبة لهم وفقا للاشتباه. ورغم هذا، بقدر ما يتم استعمال أداة الاعتقال الإداري، يجب أن يتم الأمر في الحالات الشاذة فقط، عندما لا يكون هناك خيار آخر وبطريقة تناسبية- طبقا للقواعد المحددة في القانون الدولي.